# Ligier JS35
O  JS35  é o modelo da Ligier da temporada de 1991 da Fórmula 1. Condutores: Thierry Boutsen e Érik Comas.

## Resultados[1]
| Ano  | Chassi | Motor                | Pneus | N° | Pilotos         | 1   | 2   | 3   | 4   | 5   | 6   | 7   | 8   | 9   | 10  | 11  | 12  | 13  | 14  | 15  | 16  | Pontos | Posição  |  |
| ---- | ------ | -------------------- | ----- | -- | --------------- | --- | --- | --- | --- | --- | --- | --- | --- | --- | --- | --- | --- | --- | --- | --- | --- | ------ | -------- |  |
|      |        |                      |       |    |                 |     |     |     |     |     |     |     |     |     |     |     |     |     |     |     |     |        |          |  |
|      |        |                      |       |    |                 | USA | BRA | SMR | MON | CAN | MEX | FRA | GBR | GER | HUN | BEL | ITA | POR | ESP | JPN | AUS |        |          |  |
| 1991 | JS35   | Lamborghini 3512 V12 | G     | 25 | Thierry Boutsen | Ret | 10  | 7   | 7   | Ret | 8   |     |     |     |     |     |     |     |     |     |     | 0      | NC (13º) |  |
| 1991 | JS35B  | Lamborghini 3512 V12 | G     | 25 | Thierry Boutsen |     |     |     |     |     |     | 12  | Ret | 9   | Ret | 11  | Ret | 16  | Ret | 9   | Ret | 0      | NC (13º) |  |
| 1991 | JS35   | Lamborghini 3512 V12 | G     | 26 | Érik Comas      | NQ  | Ret | 10  | 10  | 8   | NQ  |     |     |     |     |     |     |     |     |     |     | 0      | NC (13º) |  |
| 1991 | JS35B  | Lamborghini 3512 V12 | G     | 26 | Érik Comas      |     |     |     |     |     |     | 11  | NQ  | Ret | 10  | Ret | 11  | 11  | Ret | Ret | 18  | 0      | NC (13º) |  |